# Brekinja (Bosanska Dubica, BiH)
Brekinja je naseljeno mjesto u sastavu općine Bosanska Dubica, Republika Srpska, BiH.

## Stanovništvo
| Brekinja           |              |
| godina popisa      | 1991.        |
| Srbi               | 308 (97,47%) |
| Hrvati             | 1 (0,31%)    |
| Muslimani          | 0            |
| Jugoslaveni        | 4 (1,27%)    |
| ostali i nepoznato | 3 (0,95%)    |
| ukupno             | 316          |